# Cuitláhuac azték uralkodó
Cuitláhuac (ejtsd: 'Kvitlávák'; 1476 – 1520 decembere), Axayácatl 11. fia, II. Moctezuma öccse, 1520 júniusától októberig az azték főváros, Tenochtitlán uralkodója, az Azték Birodalom 10. királya. Négy hónapos uralkodása alatt megpróbált spanyolellenes szövetséget létrehozni, de a többi  indián nép aztékok iránti gyűlölete meghiúsította tervét.

## Élete
Anyai nagyapja, akit szintén Cuitláhuacnak hívtak, Itztapalapan város kormányzója volt, és az ifjabbik Cuitláhuac is ezt a posztot töltötte be trónra lépéséig. Miután II. Montezumát a spanyolok elfogták, az aztékok őt választották királyukká, a spanyolok érdekében közvetíteni próbáló bátyját pedig agyonkövezték. Ekkor Itztapalapan kormányzását fiára Ixhuetzcatocatzinra bízta (ő később a kereszténységben az Alonso nevet kapta).
Cuitláhuac volt a hadsereg főparancsnoka július 1. éjjelén a spanyol történelemben La Noche triste („szomorú éjszaka”) néven emlegetett győztes csatában, amelyben csapataival megtizedelte Cortés seregét. Mindössze 80 napig uralkodott, majd 1520 októberében halt meg a spanyolok által behurcolt himlőben, és ez döntően hozzájárult ahhoz, hogy az azték birodalmat nem sikerült újjászervezni. Halála után bátyja, Matlatzincatzin mint főparancsnok próbálta meg újjászervezni a hadat, de utódját, Cuauhtémocot, az utolsó azték uralkodót csak a következő év elején választották meg.

## Emléke
Cuitláhuac mellékszereplőként több irodalmi feldolgozásban is feltűnik, például Gerhart Hauptmann Der weisse Heiland című drámai költeményében.
A 2275 Cuitlahuac nevű kisbolygó utána kapta a nevét, és a mexikóvárosi metró egyik állomása (Metro Cuitláhuac) is az ő nevét viseli.